# Feuerwache Innenstadt (Hamburg)

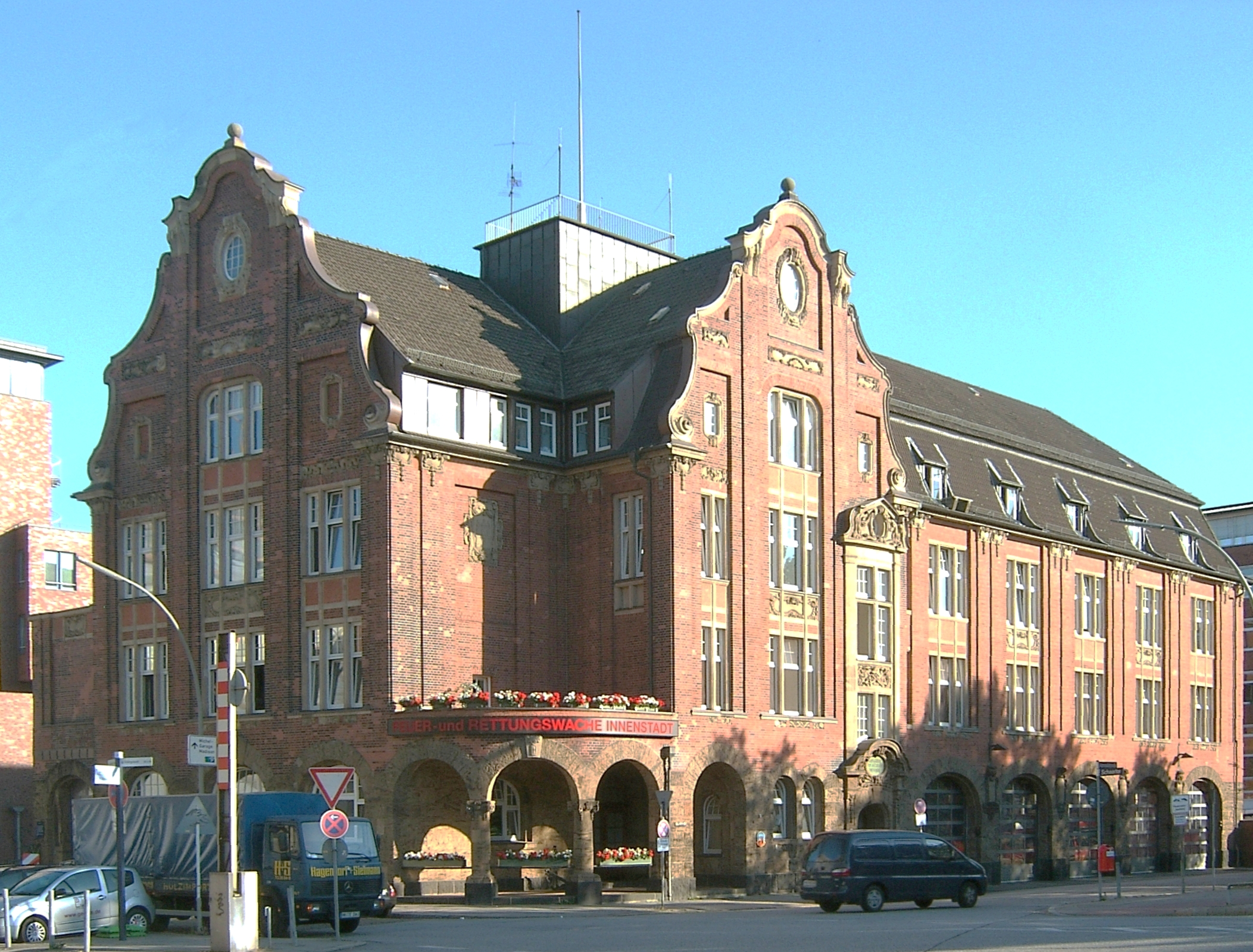
Die Feuer- und Rettungswache Innenstadt, Admiralitätstraße 54

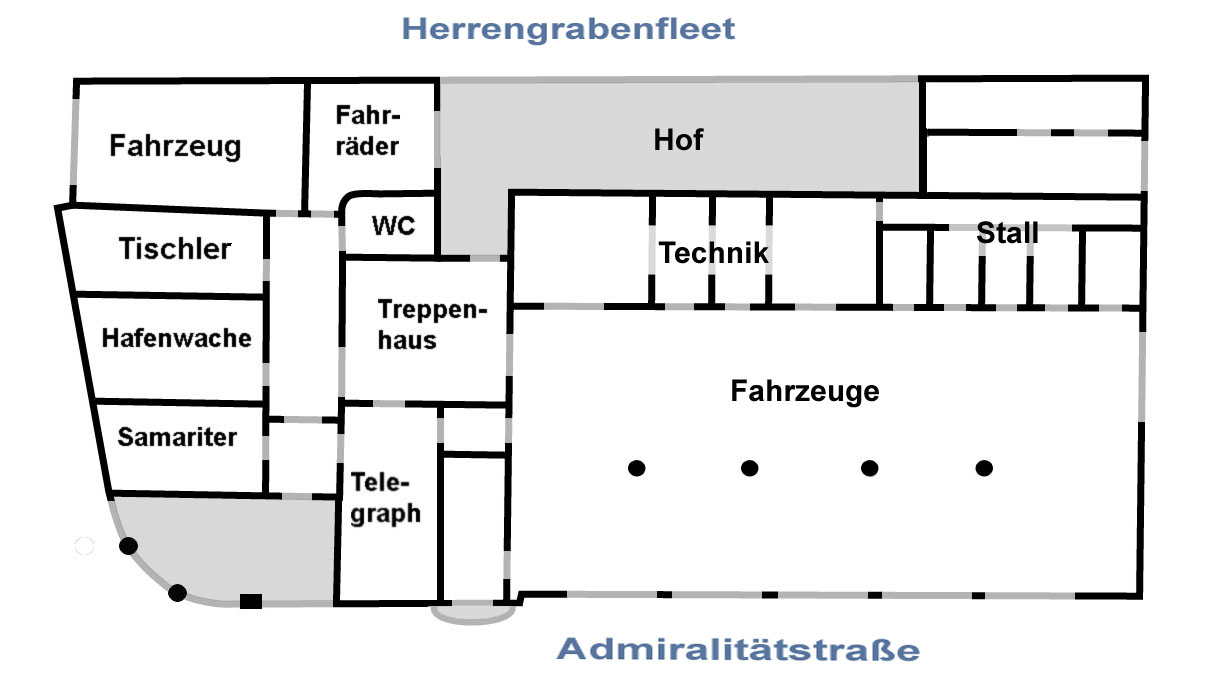
Ursprünglicher Grundriss des Erdgeschosses mit Nutzung (Skizze)

Die Feuerwache Innenstadt ist ein denkmalgeschütztes Dienstgebäude der Feuerwehr Hamburg am Herrengrabenfleet im Stadtteil Neustadt.

## Beschreibung und Geschichte
Der Bau der Feuerwache erfolgte von 1906 bis 1909 nach Plänen von Albert Erbe. Da um 1910 zahlreiche im 18. Jahrhundert erbaute Gebäude in diesem Stadtteil standen, wählte Erbe Motive aus der vorhandenen Hamburger Barockarchitektur. Vor Errichtung des Gebäudes hatte der Löschzug 37 Jahre mehrere provisorische Bauwerke an unterschiedlichen Standorten als Wachen genutzt. Die Baukosten für die Feuerwache betrugen 487.950 Mark zuzüglich Ausstattung für weitere 59.980 Mark. Die Eröffnung erfolgte am 17. Februar 1909. Das Gebäude galt bei Eröffnung als eine der modernsten Wachen Deutschlands mit zahlreichen Neuerungen, unter anderem elektrischen Fahrzeugen, einem Turn- und Unterrichtsraum, einem Lehrsaal und einem Feuerwehrmuseum.
Während des Zweiten Weltkriegs wurde das Gebäude nur leicht beschädigt. Im Rahmen der folgenden Reparaturarbeiten wurde das Dachgeschoss aus- und umgebaut. Von 1986 bis 1987 erfolgte eine Sanierung von Fassaden und Inneneinrichtung; die Kosten hierfür beliefen sich auf 3,7 Millionen Mark.

## Einsatzgebiet
Das Einsatzgebiet der Feuer- und Rettungswache F 11 umfasst den Bereich der Innenstadt und die HafenCity. Zudem verfügt die Wache über ein Löschboot- und Wasserrettungszentrum.

## Stationierte Fahrzeuge
- 11-ELW-1
- 11-HLF-1
- 11-DLK-1
- 11-GW-1
- 11-GW-TEL
- 11-RTW-A
- 11-RTW-B
- 11-RTW-C (12h von 7–19 Uhr)
- 11-RTW-E (Rettungswache Millerntor)
- 11-RTW-K

## Gebäudedetails
Die Backsteinfassaden des Bauwerks sind durch Sandsteinelemente und zahlreiche Zierformen aufgelockert.
Das Gebäude wurde noch zu Zeiten der pferdebespannten Löschzüge geplant. Obwohl nach der Fertigstellung nie ein pferdebespannter Löschzug in die Wache einzog, sind bis heute die ursprünglichen Planungen erkennbar. So befinden sich an den hinteren Wänden der Remise noch immer eingelassene, stabile Metallringe, an denen die Pferde angebunden werden sollten, sowie mehrere kleine Luken in der Decke zum Obergeschoss, die dazu dienen sollten Heu bzw. Stroh in die Halle zu fördern.

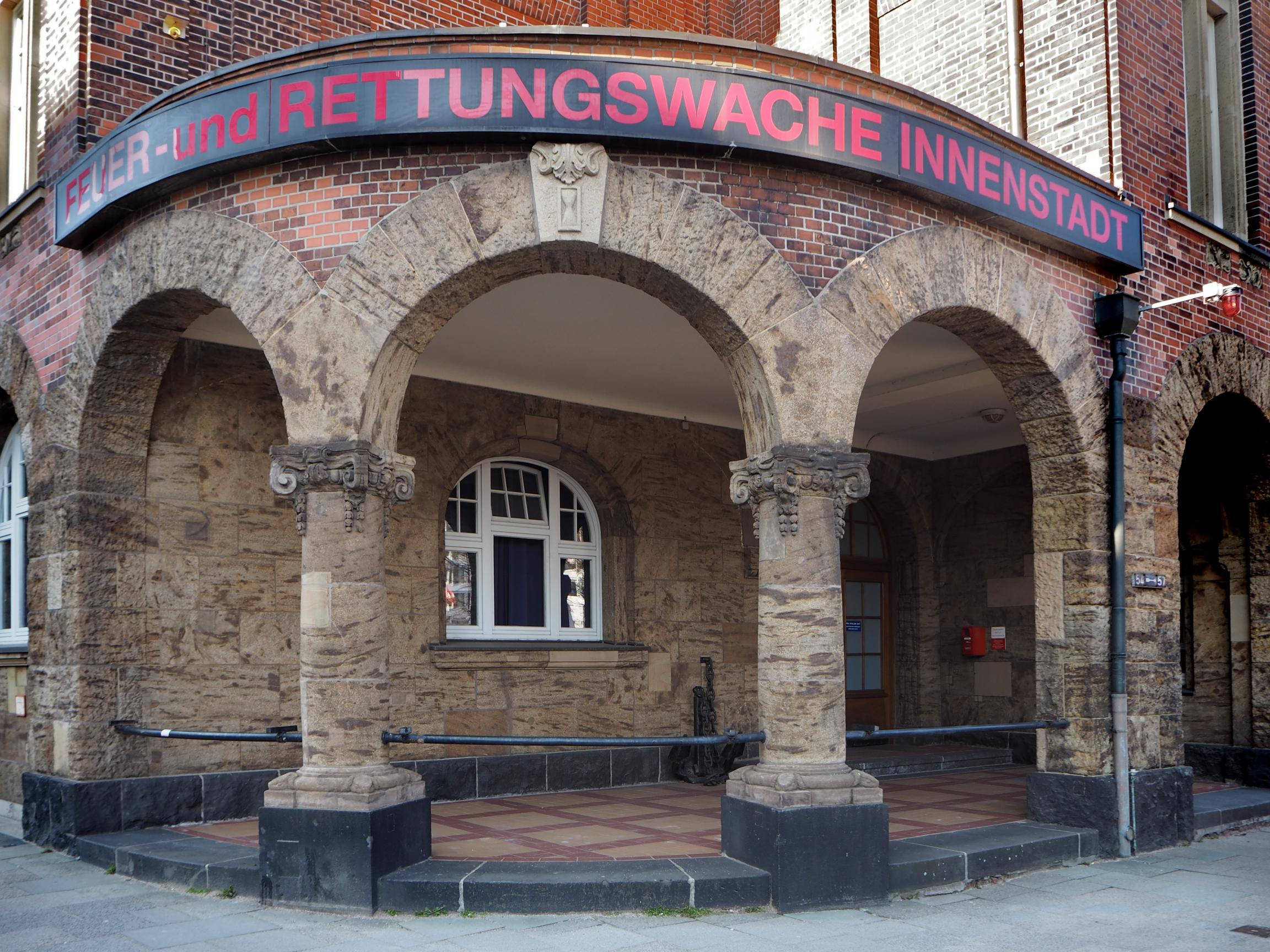
Laube an der Gebäudeecke
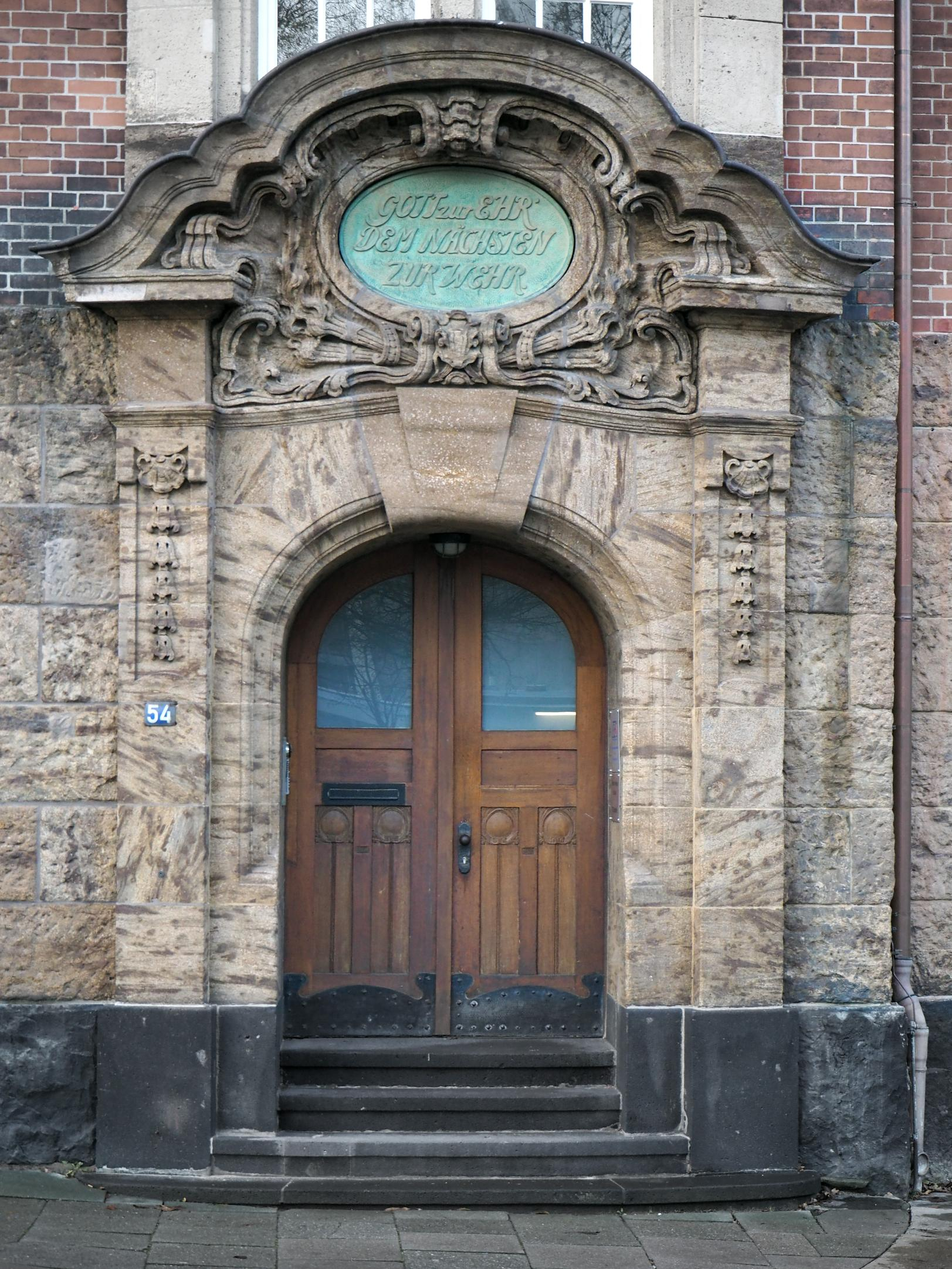
Eingangsportal an der Admiralitätstraße
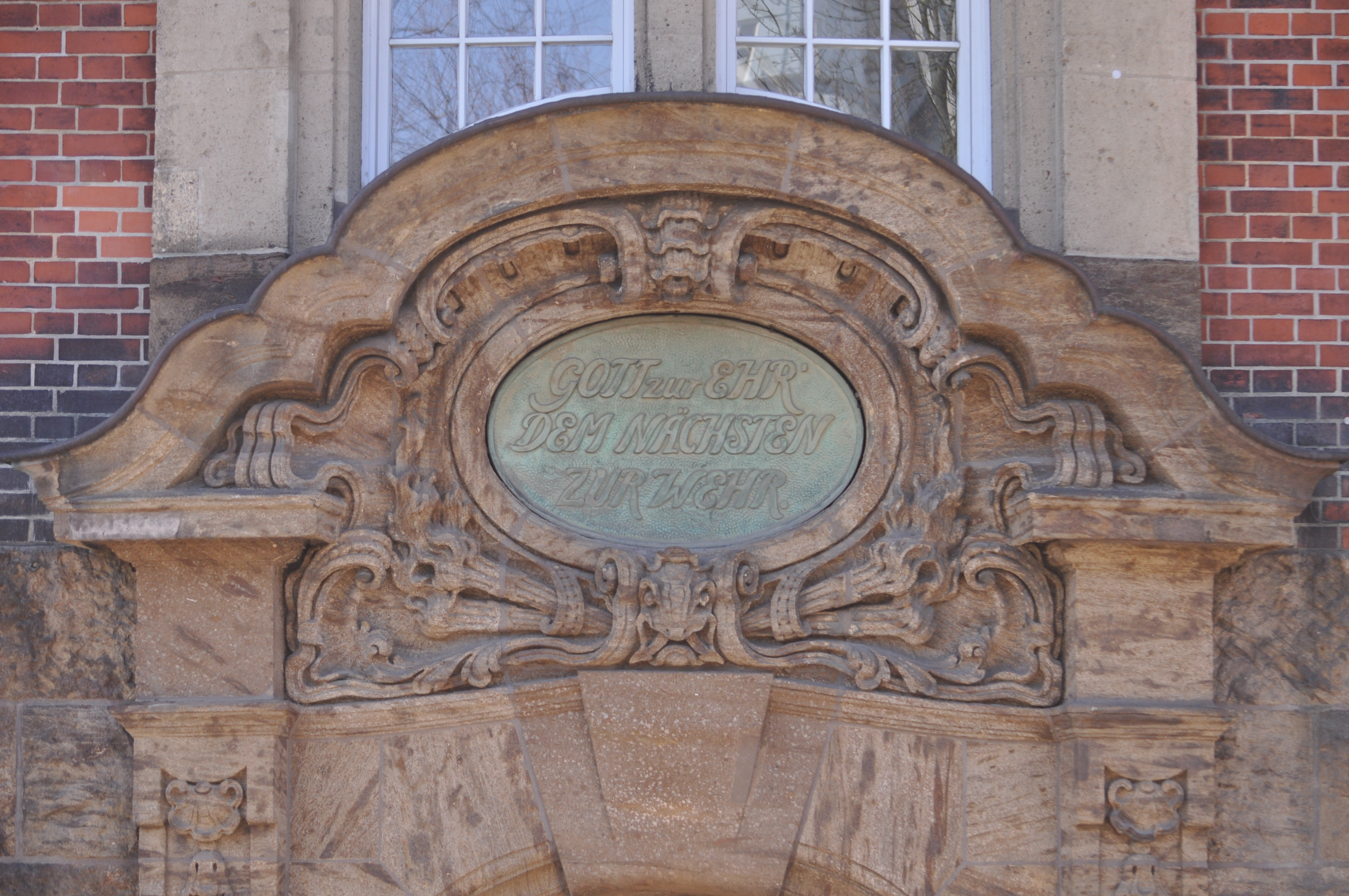
Relief direkt über dem Eingang mit Sinnspruch: Gott zur Ehr, dem Nächsten zur Wehr
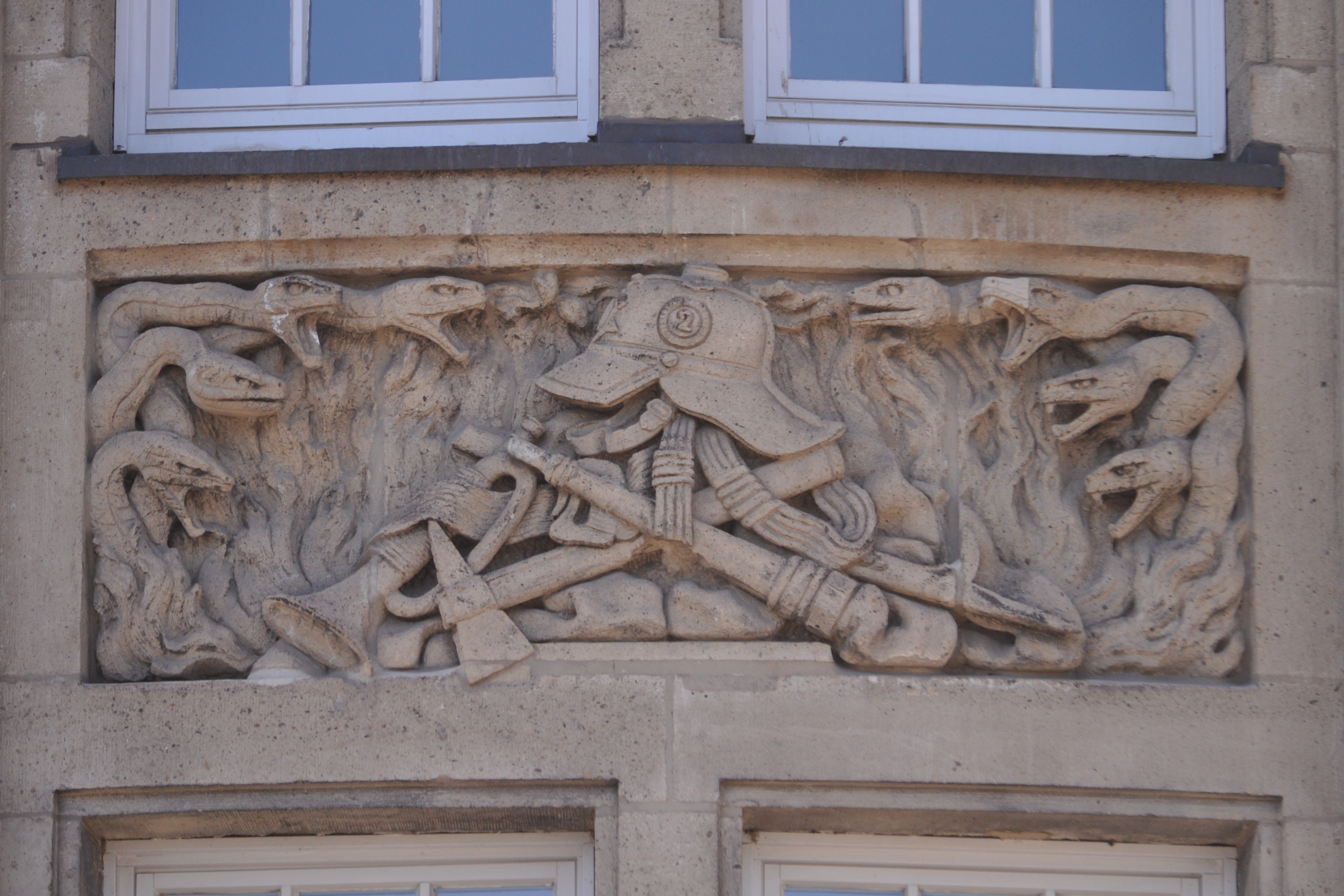
Relief im 1. Obergeschoss Schlangen symbolisieren die Feuersbrunst